# Porrorhachis
Porrorhachis – rodzaj roślin z rodziny storczykowatych (Orchidaceae). Epifityczne rośliny zielne rosnące w omszałych lasach oraz wśród zarośli na wysokościach 1100–1700 m n.p.m. Występują na Borneo, Jawie, Celebes.

## Morfologia
KwiatyKwiaty odwrócone o szerokości 0,4-0,6 cm, zielone lub ochrowożółty.

## Systematyka
Rodzaj sklasyfikowany do podplemienia Aeridinae w plemieniu Vandeae, podrodzina epidendronowe (Epidendroideae), rodzina storczykowate (Orchidaceae), rząd szparagowce (Asparagales) w obrębie roślin jednoliściennych.
Wykaz gatunków
- Porrorhachis galbina (J.J.Sm.) Garay
- Porrorhachis macrosepala (Schltr.) Garay